# بيلي ريتشي
بيلي ريتشي (بالإنجليزية: Billy Ritchie)‏ هو مدرب كرة قدم ولاعب كرة قدم بريطاني في مركز حراسة المرمى، ولد في 11 سبتمبر 1936 في Newtongrange ‏ في المملكة المتحدة، وتوفي في 11 مارس 2016. شارك مع منتخب اسكتلندا لكرة القدم. أما مع النوادي، فقد لعب مع نادي بارتيك ثيسل ونادي رينجرز ونادي ماذرويل وويغان أتلتيك.

## وصلات خارجية
- بيلي ريتشي على موقع الاتحاد الإسكتلندي (الإنجليزية)
- بيلي ريتشي على موقع قاعدة بيانات كرة القدم.إي يو (الإنجليزية)
- بيلي ريتشي على موقع ناشيونال فوتبول تيمز (الإنجليزية)
- بيلي ريتشي على موقع عالم كرة القدم.نت (الإنجليزية)